# 2026 FIFAワールドカップ・予選
本項目では、カナダ、メキシコ、アメリカで開催される予定の2026 FIFAワールドカップの出場国を決める予選（英: FIFA World Cup Canada/Mexico/USA 2026 Qualifiers）について述べる。

## 本大会出場国
| 大陸連盟                    | 出場枠数 | 予選                       | 組 予選順位 | 出場国・地域     | 出場決定日          | 出場回数         | 最高成績           | 開催時の FIFAランク |
| --------------------------- | -------- | -------------------------- | ----------- | ---------------- | ------------------- | ---------------- | ------------------ | ------------------- |
| Concacaf （北中米カリブ海） | 6or7or81 | 開催国                     | 開催国      | カナダ           | 2022年8月31日       | 2大会連続 3回目  | グループリーグ敗退 |                     |
| Concacaf （北中米カリブ海） | 6or7or81 | 開催国                     | 開催国      | アメリカ合衆国   | 2022年8月31日       | 2大会連続12回目  | 3位                |                     |
| Concacaf （北中米カリブ海） | 6or7or81 | 開催国                     | 開催国      | メキシコ         | 2022年8月31日       | 9大会連続18回目  | ベスト8            |                     |
| Concacaf （北中米カリブ海） | 6or7or81 | 3次予選                    | A組1位      | TBD              | 2025年11月10 – 18日 |                  |                    |                     |
| Concacaf （北中米カリブ海） | 6or7or81 | 3次予選                    | B組1位      | TBD              | 2025年11月10 – 18日 |                  |                    |                     |
| Concacaf （北中米カリブ海） | 6or7or81 | 3次予選                    | C組1位      | TBD              | 2025年11月10 – 18日 |                  |                    |                     |
| Concacaf （北中米カリブ海） | 6or7or81 | 大陸間PO1                  | 大陸間PO1   | TBD1             | 2026年3月           |                  |                    |                     |
| Concacaf （北中米カリブ海） | 6or7or81 | 大陸間PO1                  | 大陸間PO1   | TBD1             | 2026年3月           |                  |                    |                     |
| AFC （アジア）              | 8or91    | 3次予選                    | A組1位      | イラン           | 2025年3月25日       | 4大会連続 7回目  | グループリーグ敗退 |                     |
| AFC （アジア）              | 8or91    | 3次予選                    | A組2位      | ウズベキスタン   | 2025年6月5日        | 初出場           | 初出場             |                     |
| AFC （アジア）              | 8or91    | 3次予選                    | B組1位      | 韓国             | 2025年6月5日        | 11大会連続12回目 | 4位                |                     |
| AFC （アジア）              | 8or91    | 3次予選                    | B組2位      | ヨルダン         | 2025年6月5日        | 初出場           | 初出場             |                     |
| AFC （アジア）              | 8or91    | 3次予選                    | C組1位      | 日本             | 2025年3月20日       | 8大会連続 8回目  | ベスト16           |                     |
| AFC （アジア）              | 8or91    | 3次予選                    | C組2位      | オーストラリア   | 2025年6月10日       | 6大会連続 7回目  | ベスト16           |                     |
| AFC （アジア）              | 8or91    | 4次予選                    | A組1位      | TBD              | 2025年10月8 – 14日  |                  |                    |                     |
| AFC （アジア）              | 8or91    | 4次予選                    | B組1位      | TBD              | 2025年10月8 – 14日  |                  |                    |                     |
| AFC （アジア）              | 8or91    | 大陸間PO1                  | 大陸間PO1   | TBD1             | 2026年3月           |                  |                    |                     |
| CAF （アフリカ）            | 9or101   | アフリカ予選               | A組1位      | TBD              | 2025年10月6 – 14日  |                  |                    |                     |
| CAF （アフリカ）            | 9or101   | アフリカ予選               | B組1位      | TBD              | 2025年10月6 – 14日  |                  |                    |                     |
| CAF （アフリカ）            | 9or101   | アフリカ予選               | C組1位      | TBD              | 2025年10月6 – 14日  |                  |                    |                     |
| CAF （アフリカ）            | 9or101   | アフリカ予選               | D組1位      | TBD              | 2025年10月6 – 14日  |                  |                    |                     |
| CAF （アフリカ）            | 9or101   | アフリカ予選               | E組1位      | TBD              | 2025年10月6 – 14日  |                  |                    |                     |
| CAF （アフリカ）            | 9or101   | アフリカ予選               | F組1位      | TBD              | 2025年10月6 – 14日  |                  |                    |                     |
| CAF （アフリカ）            | 9or101   | アフリカ予選               | G組1位      | TBD              | 2025年10月6 – 14日  |                  |                    |                     |
| CAF （アフリカ）            | 9or101   | アフリカ予選               | H組1位      | TBD              | 2025年10月6 – 14日  |                  |                    |                     |
| CAF （アフリカ）            | 9or101   | アフリカ予選               | I組1位      | TBD              | 2025年10月6 – 14日  |                  |                    |                     |
| CAF （アフリカ）            | 9or101   | 大陸間PO1                  | 大陸間PO1   | TBD1             | 2026年3月           |                  |                    |                     |
| CONMEBOL （南米）           | 6or71    | 南米予選                   | 1位         | アルゼンチン     | 2025年3月25日       | 14大会連続19回目 | 優勝(3)            |                     |
| CONMEBOL （南米）           | 6or71    | 南米予選                   | 2位         | エクアドル       | 2025年6月10日       | 2大会連続 5回目  | ベスト16           |                     |
| CONMEBOL （南米）           | 6or71    | 南米予選                   | 3位         | ブラジル         | 2025年6月10日       | 23大会連続23回目 | 優勝(5)            |                     |
| CONMEBOL （南米）           | 6or71    | 南米予選                   | 4位         | TBD              | 2025年9月           |                  |                    |                     |
| CONMEBOL （南米）           | 6or71    | 南米予選                   | 5位         | TBD              | 2025年9月           |                  |                    |                     |
| CONMEBOL （南米）           | 6or71    | 南米予選                   | 6位         | TBD              | 2025年9月           |                  |                    |                     |
| CONMEBOL （南米）           | 6or71    | 大陸間PO1                  | 大陸間PO1   | TBD1             | 2026年3月           |                  |                    |                     |
| OFC （オセアニア）          | 1or21    | オセアニア予選             | 優勝        | ニュージーランド | 2025年3月24日       | 4大会ぶり 3回目  | グループリーグ敗退 |                     |
| OFC （オセアニア）          | 1or21    | 大陸間PO1                  | 大陸間PO1   | TBD1             | 2026年3月           |                  |                    |                     |
| UEFA （ヨーロッパ）         | 16       | 欧州予選                   | A組1位      | TBD              | 2025年11月          |                  |                    |                     |
| UEFA （ヨーロッパ）         | 16       | 欧州予選                   | B組1位      | TBD              | 2025年11月          |                  |                    |                     |
| UEFA （ヨーロッパ）         | 16       | 欧州予選                   | C組1位      | TBD              | 2025年11月          |                  |                    |                     |
| UEFA （ヨーロッパ）         | 16       | 欧州予選                   | D組1位      | TBD              | 2025年11月          |                  |                    |                     |
| UEFA （ヨーロッパ）         | 16       | 欧州予選                   | E組1位      | TBD              | 2025年11月          |                  |                    |                     |
| UEFA （ヨーロッパ）         | 16       | 欧州予選                   | F組1位      | TBD              | 2025年11月          |                  |                    |                     |
| UEFA （ヨーロッパ）         | 16       | 欧州予選                   | G組1位      | TBD              | 2025年11月          |                  |                    |                     |
| UEFA （ヨーロッパ）         | 16       | 欧州予選                   | H組1位      | TBD              | 2025年11月          |                  |                    |                     |
| UEFA （ヨーロッパ）         | 16       | 欧州予選                   | I組1位      | TBD              | 2025年11月          |                  |                    |                     |
| UEFA （ヨーロッパ）         | 16       | 欧州予選                   | J組1位      | TBD              | 2025年11月          |                  |                    |                     |
| UEFA （ヨーロッパ）         | 16       | 欧州予選                   | K組1位      | TBD              | 2025年11月          |                  |                    |                     |
| UEFA （ヨーロッパ）         | 16       | 欧州予選                   | L組1位      | TBD              | 2025年11月          |                  |                    |                     |
| UEFA （ヨーロッパ）         | 16       | 欧州2次予選 （プレーオフ） | パスA       | TBD              | 2026年3月31日       |                  |                    |                     |
| UEFA （ヨーロッパ）         | 16       | 欧州2次予選 （プレーオフ） | パスB       | TBD              | 2026年3月31日       |                  |                    |                     |
| UEFA （ヨーロッパ）         | 16       | 欧州2次予選 （プレーオフ） | パスC       | TBD              | 2026年3月31日       |                  |                    |                     |
| UEFA （ヨーロッパ）         | 16       | 欧州2次予選 （プレーオフ） | パスD       | TBD              | 2026年3月31日       |                  |                    |                     |
| 合計                        | 48       |                            |             |                  |                     |                  |                    |                     |

- ^1 詳細は2026 FIFAワールドカップ・予選#大陸間プレーオフを参照

## 方式
予選方式は以下の通り決定しなければならない。
- ホーム・アンド・アウェーまたは1回戦制による総当たり戦ないし2チームのホーム・アンド・アウェーによる直接対戦を原則とする。FIFAが認めた場合、1つの国・地域における総当たり戦ないし1試合勝負での2チームの直接対戦を組むこともできる。（大会規定11.3節）
- 対戦チームの組み合わせをチームの成績に基づいて決める場合は、FIFAランキングを利用しなければならない。（大会規定11.1節）
- 総当たり戦において、グループ内順位が同一であるチームを異なるグループ間で順位付けする必要がある場合は、FIFAにその方式を提出して承認を受けなければならない。（大会規定11.7節）
- ホーム・アンド・アウェーで2チームが対戦する場合、対戦順序はFIFAの抽選により決定する。今大会よりアウェーゴールルールの適用はなくなり、2試合を終えて合計得点数が同点の場合2試合目の終了後に15分ハーフの延長戦を行う。それでも勝敗の決しない時はPK戦にて決する。（大会規定11.9節）
- 1試合制で2チームが対戦する場合、90分が終わって同点の場合15分ハーフの延長戦を行う。それでも勝敗の決しない時はPK戦にて決する。（大会規定11.10節）

### 順位決定方式
総当たり戦において勝利したチームは勝ち点3、引き分けは1、敗戦は0点加算される。勝ち点が並んだチームについては、以下の優先順位により順位を付ける。（大会規定11.5節, 11.6節）
1. グループ内の全試合における得失点差
2. グループ内の全試合における総得点
3. 該当チーム間での直接対戦における勝ち点
4. 該当チーム間での直接対戦における得失点差
5. 該当チーム間での直接対戦における総得点
6. 該当チーム間での直接対戦におけるアウェーゴール数（ホーム・アンド・アウェーによる総当たり戦の場合のみ）
7. フェアプレーポイント（1枚目のイエローカード: -1点、2枚目のイエローカードによるレッドカード: -3点、直接のレッドカード: -4点、イエローカードを受けてからの直接のレッドカード: -5点）
8. FIFAによる抽選

## 予選の詳細
2017年5月9日、FIFA評議会は大陸連盟別の出場枠を承認した。
|            |            |            |                  |                |                |
| 大陸連盟   | 参加チーム | 直接出場枠 | プレーオフ出場枠 | 予選開始日     | 予選終了日     |
| AFC        | 46         | 8          | 1                | 2023年10月12日 | 2025年11月     |
| CAF        | 53         | 9          | 1                | 2023年11月13日 | 2025年11月18日 |
| Concacaf   | 32+3       | 3+3        | 2                | 2024年3月      | 2025年11月     |
| CONMEBOL   | 10         | 6          | 1                | 2023年9月7日   | 2025年9月      |
| OFC        | 11         | 1          | 1                | 2024年9月      | 2025年3月      |
| UEFA       | 55         | 16         | -                | 2025年3月      | 2026年3月      |
| プレーオフ | (6)        | 2          | -                | 2026年3月      | 2026年3月      |
| 合計       | 207+3      | 45+3       | 6                | 2023年9月7日   | 2026年3月      |

※「+3」は開催国枠（カナダ、メキシコ、アメリカ合衆国）

### アジア予選
2022年8月1日、AFC理事会は、FIFAワールドカップの48チームへの拡大を受けてFIFAがAFCに割り当てた8つの直接出場枠と大陸間プレーオフ1枠を選出する方式を承認した。前回大会同様、予選の一部をワールドカップ翌年のAFCアジアカップ（2027年大会）と兼ねるため、その予選形式も承認した。その後、2023年7月27日に修正されたフォーマットが発表された。
- 1次予選: 20チーム（ランキング27位〜46位）がホーム・アンド・アウェー方式で対戦する。勝者10チームが2次予選に進出する。
- 2次予選: 36チーム（ランキング1〜26位とー次予選勝者10チーム）が4チームずつ9グループに分かれてホーム・アンド・アウェー方式の総当り戦を行う。各グループの上位2チーム計18チームが3次予選に進出する。
- 3次予選: 3次予選進出18チームを6チームずつ3グループに分け、ホーム・アンド・アウェー方式の総当り戦を行う。各グループの上位2チームがワールドカップ出場権を獲得し、3位と4位が4次予選に進出する。
- 4次予選: 6チームを3チームずつ2グループに分け、1回戦制の総当り戦を行う。各グループ1位がワールドカップ出場権を獲得し、各グループ2位が大陸間プレーオフのアジア代表を決定するプレーオフに出場する。
- 5次予選: 4次予選の各グループ2位が大陸間プレーオフ進出をかけてホーム・アンド・アウェーで対戦する。

スリランカは、2023年1月から同国連盟がFIFAから資格停止処分を受けており、AFCが7月初めに発表した抽選情報には出場チームとして掲載されていなかった。しかしその後AFCは、同連盟の委員選挙を遅くとも予選開始の10日前に行うことを条件に出場を認めた。その後、同国連盟の委員選挙の予定が立ったことを受け、FIFAは2023年8月28日に資格停止処分を解除した。
組み合わせ抽選は、7月27日にマレーシアのクアラルンプールで行われた。

### アフリカ予選
2023年5月19日にCAFは、予選を以下の形式で実施すると発表した。
- 1次予選（グループステージ）:  6チームずつ9つのグループに分かれ、ホーム・アンド・アウェー方式の総当たり戦を行う。各グループ1位のチームがワールドカップへの出場権を獲得する。最初の試合は11月15日。
- 2次予選（プレーオフ）: 各グループ2位のチームのうち上位4チームがプレーオフに参加し、その勝者が大陸間プレーオフに進出する。

ジンバブエ代表は、同国協会が資格停止処分を受けていたことから予選への出場が危ぶまれていたが、2023年7月10日に資格停止処分が解除され、予選に出場できることとなった。
エリトリア代表は、予選開始前に撤退することを発表した。
組み合わせ抽選は2023年7月13日にコートジボワールのアビジャンで行われた。

### 北中米カリブ海予選
2022年8月31日、グアテマラを訪問したFIFA会長ジャンニ・インファンティーノは、開催国であるカナダ、メキシコ、アメリカを含むConcacaf6チームがワールドカップへの出場権を獲得することを確認し、2023年2月14日のFIFA評議会で開催3か国の自動出場が正式に決定された。また、Concacafの2チームは、大陸間プレーオフに回る。2023年2月28日、Concacafにより予選の形式が発表された。
- 1次予選: 2023年11月のFIFAランキングに基づいて29位から32位の4チームが2つに分けられ、ホーム・アンド・アウェーで対戦する。勝者が2次予選に進出する。
- 2次予選: 1次予選の勝者と、2023年11月のFIFAランキングに基づく1位から28位の計30チームが、5チームずつ6グループに分けられる。1回総当たり戦（各チーム、ホーム2戦・アウェイ2戦）を行い、各グループの1位と2位が3次予選に進出する。
- 3次予選：2次予選から勝ち上がった12チームを4チームずつ3グループに分け、ホーム・アンド・アウェーの総当たり戦を行う。各グループ1位のチームがワールドカップ出場権を獲得し、各グループ2位のチームのうち成績上位2チームが大陸間プレーオフに進出する。

### 南米予選
2022年8月22日、CONMEBOLはFIFAに対し、1998FIFAワールドカップ・南米予選から使用されている現行の予選方式を維持するよう申請した。
10月3日、同連盟は現在の予選形式を承認した。形式は10チームによるホーム・アンド・アウェー方式の総当たり戦で、上位6チームがワールドカップの出場権を獲得し、7位チームが大陸間プレーオフに進出する。予選の初戦は2023年3月に行われる予定とされた。その後CONMEBOLは、南米予選が2023年9月に開始されると発表した。
エクアドルは、2022年大会における選手の出場資格問題に対するスポーツ仲裁裁判所 (CAS)の裁定により 、勝ち点−3からのスタートとなる。

### オセアニア予選
2023年9月7日の国際サッカー連盟の発表にて、予選が以下の方式となることが明らかとなった。
- 1次予選: FIFAランキングの上位7チームは1次予選免除。残る4チームがノックアウトトーナメント（集中開催、各試合は1試合勝負）を行い、勝ち残った1チームが2次予選に進出する。
- 2次予選: 1次予選を勝ち抜いた1チームと1次予選免除の7チーム（合計8チーム）が、4チームずつの2グループに分かれ、それぞれ総当たり戦を行う。各グループ上位2チームずつ（合計4チーム）が3次予選に進出する。
- 3次予選: 2次予選を勝ち抜いた4チームがノックアウトトーナメント（集中開催、各試合は1試合勝負）を行う。優勝チームがワールドカップ出場権を獲得、準優勝チームが大陸間プレーオフに進出する。

### ヨーロッパ予選
2023年6月28日、UEFAは予選形式を以下の通り決定した。
- グループステージ: 4か5チームの12グループに分かれて対戦し、各グループ1位チームは本大会出場権を獲得する。各グループ2位チームはプレーオフに進出する。
- プレーオフ: グループステージ各グループ2位のチームならびにUEFAネーションズリーグ2024-25の成績により選出された4チーム（合計16チーム）がプレーオフを行い、それに勝ち残った4チームも本大会出場権を獲得する。

ロシア代表は、同国のウクライナ侵攻を受けた資格停止処分が組み合わせ抽選の時点でも継続されていたため、出場が認められなかった。

## 大陸間プレーオフ
各大陸連盟（UEFAを除く）1チームと開催国の大陸連盟（Concacaf）からの追加1チーム、計6チームが参加するプレーオフが開催され、最後の2つのFIFAワールドカップ出場枠を争う。
2チームはFIFAランキングに基づいてシードされ、シードチーム以外の4チームが1回戦を行う。1回戦の勝者がシードチームと対戦する。
大会は、開催国のうち1か国以上で行われ、FIFAワールドカップのテストイベントとして使用される予定である。開催時期については、2025年11月に予定されている既存のプレーオフが暫定的に提案されている。